# 刺圆顶蟹
刺圆顶蟹（学名：Domecia hispida）为扇蟹科圆顶蟹属的动物。分布于日本、波利尼西亚、塔希提、新喀里多尼亚、苏禄海经印度洋至红海及非洲东岸以及中国大陆的西沙群岛、海南岛等地，生活环境为海水，一般栖息于珊瑚礁浅水中。